# 異教徒 (1973年電影)
《异教徒》（英語：The Wicker Man）是一部由罗宾·哈迪（Robin Hardy）所导演、于1973年上映的悬疑恐怖电影。该片由爱德华·伍德华德（Edward Woodward）、布里特·艾克拉诺（Britt Ekland）、黛安妮·赛琳托（Diane Cilento）、英格丽德·皮特（Ingrid Pitt）、克里斯多福·李（Christopher Lee）5人领衔主演。作为此电影的编剧，安东尼·沙弗尼（Anthony Shaffer）受David Pinner于1967年所著的《Ritual》的启发，从而创作出《异教徒》这部剧本。本片故事围绕苏格兰警官豪伊前去苏格兰西海岸的一个小岛调查一个失踪女孩所展开。豪伊是一个虔诚的基督教徒，但他震惊地发现岛上的居民依然已经放弃信奉基督教而改信一种名叫凯尔特的异教。Paul Giovanni为该片配乐。
《异教徒》在电影界的口碑良好。电影杂志《Cinefantastique》描述该片为“恐怖电影的公民凯恩”（"The Citizen Kane of horror movies"）。而在2004年英国电影杂志《Total Film》中《异教徒》被列入“英国最杰出电影”的行列，名列第六。此外，该片也荣获1978年“最佳恐怖电影”的土星奖。
本片被美國和德國重拍成2006年電影《惡靈線索》，但口碑票房雙敗。

### 伸延閱讀
- Brown, Allan. . Sidgwick & Jackson. 2000. ISBN 978-0-283-06355-8.
- Catterall, Ali; Simon Wells. . Fourth Estate. 2002. ISBN 978-0-00-714554-6.

## 外部連結
- 互联网电影数据库（IMDb）上《異教徒》的资料（英文）
- 爛番茄上《異教徒》的資料（英文）
- AllMovie上《異教徒》的资料（英文）